# Jo Delpire
Joseph (Jo) Delpire (Brussel, 21 juli 1964) is een Belgisch handbalcoach en voormalig handballer. 

## Biografie
Tijdens zijn spelerscarrière wint Delpire twaalf landstitels, zes bekers en speelt 185 wedstrijden voor de nationale ploeg. Daarnaast werd hij tweemaal uitgeroepen tot Belgisch handballer van het jaar. In 2006 zette Delpire een punt achter zijn spelerscarrière.
Na zijn spelerscarrière was Delpire coach van verschillende handbalclubs, zoals Herstal-Flémalle. In 2019 werd hij trainer/coach van Initia Hasselt, dat uitkomt in de BENE-League, als opvolger van Joop Fiege. Hiervoor was hij vijf seizoenen coach van de dames van HB Sint-Truiden.
In maart 2021 werd Delpire door het bestuur van Initia Hasselt ontslagen als coach. Als reden gaf het bestuur aan dat Delpire te weinig jeugd liet doorstromen naar het eerste team en dat er te weinig ontwikkeling te zien was binnen de ploeg.